# L'Attrape-nigaud (nouvelle)
Pour les articles homonymes, voir L'Attrape-nigaud.
L'Attrape-nigaud (titre original : Sucker Bait) est un roman court de science-fiction d’Isaac Asimov publié pour la première fois en février 1954 dans Astounding Science Fiction. Il a été publié en France dans le recueil de nouvelles La Voie martienne en 1978.

## Résumé
La planète Troie a plusieurs particularités marquantes :
- elle fait partie d'un système troyen, orbitant autour de deux soleils à distance constante de chacun ;
- elle renferme une grande proportion de métaux lourds ;
- elle sort d'une glaciation qui découvre de vastes régions fertiles ;
- pour toutes ces raisons, elle est très attirante, mais...
- elle a tué ses mille colons en moins de deux ans.

Cette dernière particularité n'est connue que de quelques personnes dans la Galaxie, et c'est pourquoi un second projet de colonisation est lancé quelques décennies après. Mais quand le dossier ressort, c'est la panique : pas question de reculer, il faut trouver la cause de ces morts avant que les nouveaux colons ne débarquent ! On envoie donc un navire d'exploration.
Les scientifiques de cette mission sont très nerveux - on le comprend - et la présence de Mark Annuncio n'arrange rien. Ce jeune homme est un enregistreur vivant, un autiste à la mémoire prodigieuse (d'une façon proche de celle d'un mentat) ; mais son handicap, sa franchise et son arrogance le rendent insupportable aux gens « normaux ». Il les appelle d'ailleurs noncompos car il les trouve désespérément limités par rapport à lui (le terme latin noncompomentis, « à l'esprit en désordre », aurait selon certains donné le terme anglais nincompoop : nigaud).
Sa présence à titre expérimental dérange beaucoup de monde. Pourtant, lui et ses semblables sont nécessaires : les ordinateurs ne suffisent plus à gérer la Galaxie, il faut des « mentats » pour y parvenir. L'expédition constitue un test à cet égard.
Sur Troie, les savants et l'équipage passent des jours pleins de tension. Lorsque Mark trouve enfin la (très simple) réponse à l'énigme, tous sont déjà condamnés...
Cette nouvelle porte sur la question du savoir humain : les savants sont hyperspécialisés à l'extrême, et pourtant impuissants à trouver la vérité, car la science ne peut plus tenir dans un seul esprit. Mark, pour sa part, est capable de tout assimiler, mais ne sait rien utiliser et manque totalement d'empathie. Où est le juste milieu ?

## Personnages
- Mark Annuncio, autiste prodige, prototype du futur ordinateur humain
- Le capitaine Follenbee, du vaisseau Triple G (George G. Grundy)
- L'équipe scientifique : 
  - Le docteur Oswald Mayer Sheffield, psychologue, superviseur de Mark
  - Emmanuel George Cimon, astrophysicien
  - Groot Kuoevenaagle, physicien, surnommé Novee
  - Boris Vernadsky, géochimiste
  - Miguel Antonio Rodriguez y Lopez, microbiologiste
  - Nevile Fawkes, botaniste et seul scientifique détenteur d'un brevet de pilotage (ce qui fait ressortir l'extrême spécialisation de ses collègues)
- L'équipage du Triple G